# Heinkel He 62
Гейнкель He 62 (нім. Heinkel He 62) — тримісний розвідувальний гідролітак великої дальності створений компанією Heinkel для Імперського флоту Японії. Японська компанія Aichi планувала почати виробництво літака під позначенням AB-5, але серійне виробництво так і не було почате.

## Історія
В 1931 році на вимогу флоту компанія Aichi замовила в німецької компанії Heinkel сконструювати сучасний розвідувальний гідроплан великої дальності польоту. За основу для нового літака (з фабричним позначенням HD 62) був взятий Heinkel HD 28, і новий літак теж мав металевий каркас з тканинним покриттям. Крила літака мало аеродинамічний профіль Clark Y і могло складатись до хвоста. Відкрита кабіна мала три місця для пілота, спостерігача і радиста/стрільця. Літак було пристосовано для запуску з катапульти.
В 1932 році один літак прибув в Японію де пройшов випробування на флоті де показав значно кращі характеристики ніж Yokosuka E1Y, який все ще був основним розвідником флоту. Але літак так і не було прийнято на озброєння. Пізніше Aichi розвинула дизайн у своєму проєкті Aichi AB-6.

## Тактико-технічні характеристики
Дані з Japanese Aircraft 1910—1941

### Технічні характеристики
- Екіпаж: 3 особи
- Довжина: 10,6 м
- Висота: 4,35 м
- Розмах крил: 13,5 м
- Площа крил: 52,22 м
- Маса пустого: 1845 кг
- Злітна маса: 3200 кг
- Навантаження на крило: 61,5 кг/м²
- Двигун: 12-ти циліндровий W-подібний двигун Lorraine 12E Courlis водяного охолодження
- Потужність: 600 к. с.
- Питома потужність: 5,33 кг/к.с.
- Гвинт: дволопатевий дерев'яний гвинт

### Льотні характеристики
- Максимальна швидкість: 240 км/год (на рівні моря)
- Крейсерська швидкість: 150 км/год
- Швидкість приземлення: 95 км/год
- Час набору висоти 3000 м: 13 хвилин 36 секунд
- Практична висота: 4800 м

### Озброєння
- Стрілецьке:
  - 1 × 7,7-мм курсовий кулемет
  - 1 × 7,7-мм кулемет в турелі зверху
- Бомбове:
  - 4 × 30 кг бомби